# قصور وادان وشنقيطي وتشيت ووالاتا القديمة
أُدرجت القصور القديمة في مدن ودان، شنقيط، تيشيت، وولاتة في موريتانيا على قائمة اليونسكو للتراث العالمي في عام 1996.
تقع وادان وشنقيط في منطقة أدرار، وتيشيت في منطقة تاكانت، وويلاتا في شرق منطقة ولاية تكانت. تأسست هذه المدن في القرن الحادي عشر تقريبًا كمواقع توقف لقوافل التجارة عبر الصحراء. هذه المدن التي كانت ذات يوم مراكز مزدهرة للثقافة الصحراوية، تعيش اليوم مع العديد من الصعوبات، ليس فقط بسبب التحول الجذري في طرق التجارة، ولكن قبل كل شيء بسبب تقدم رمال الصحراء.

## صور

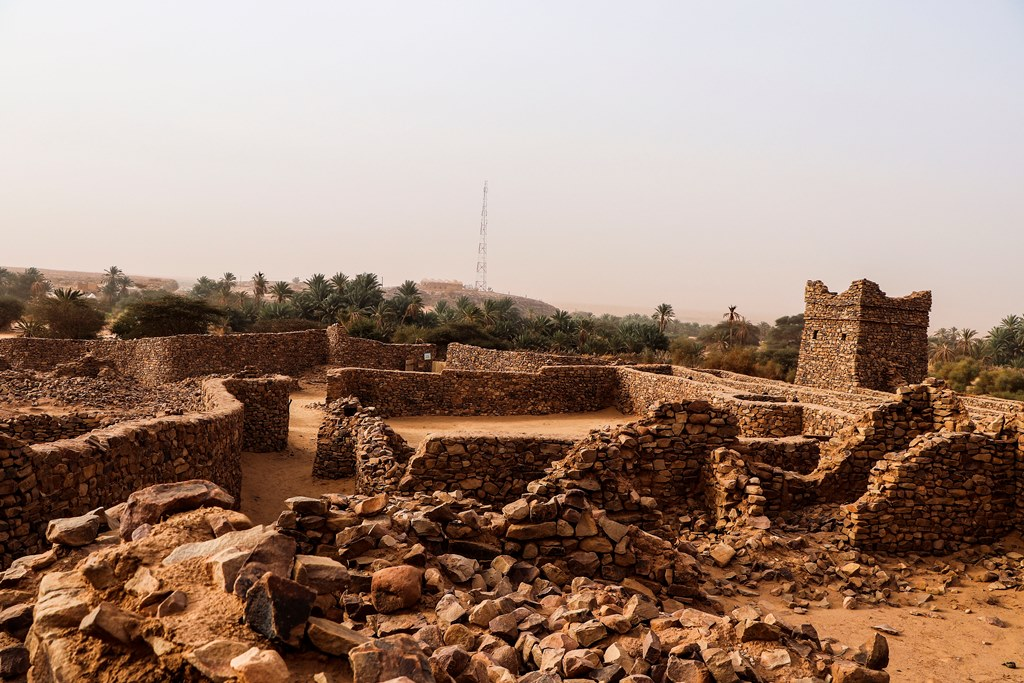
قصور ودان
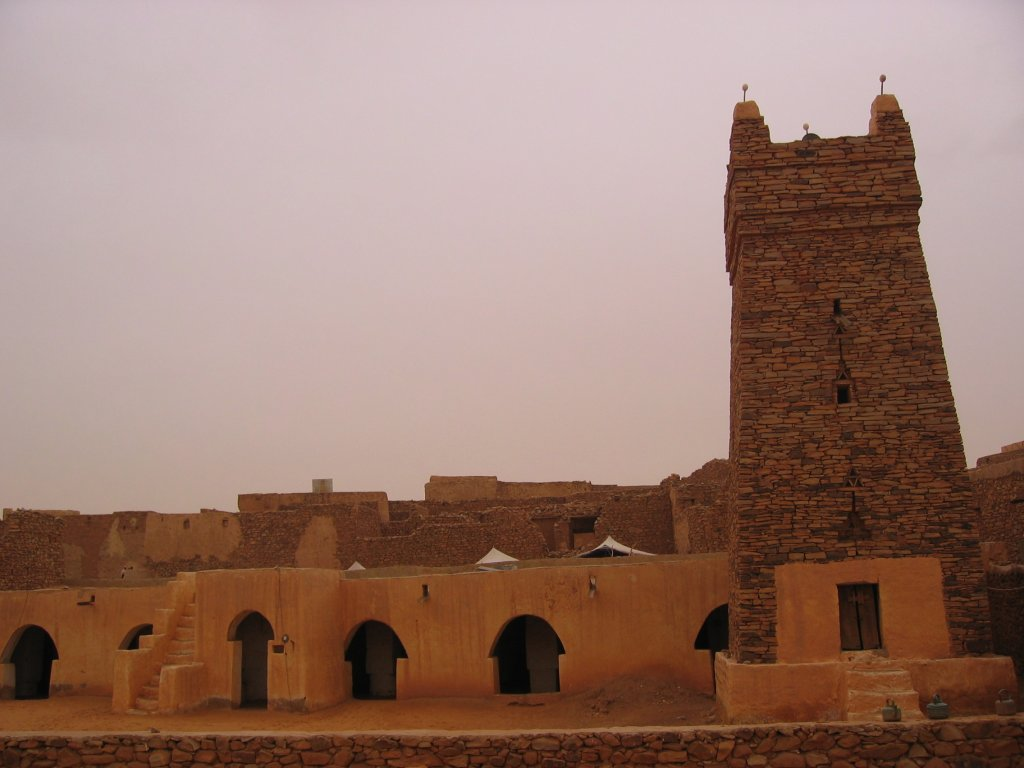
قصور شنقيط
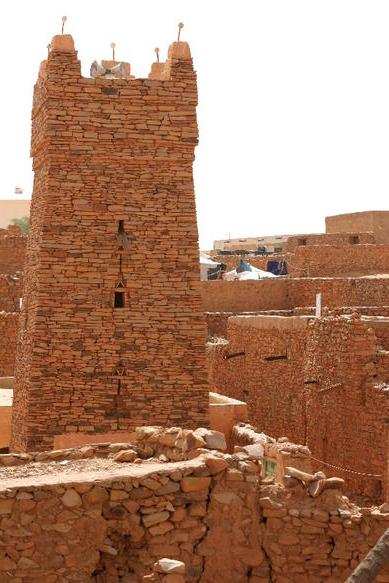
قصور شتيث
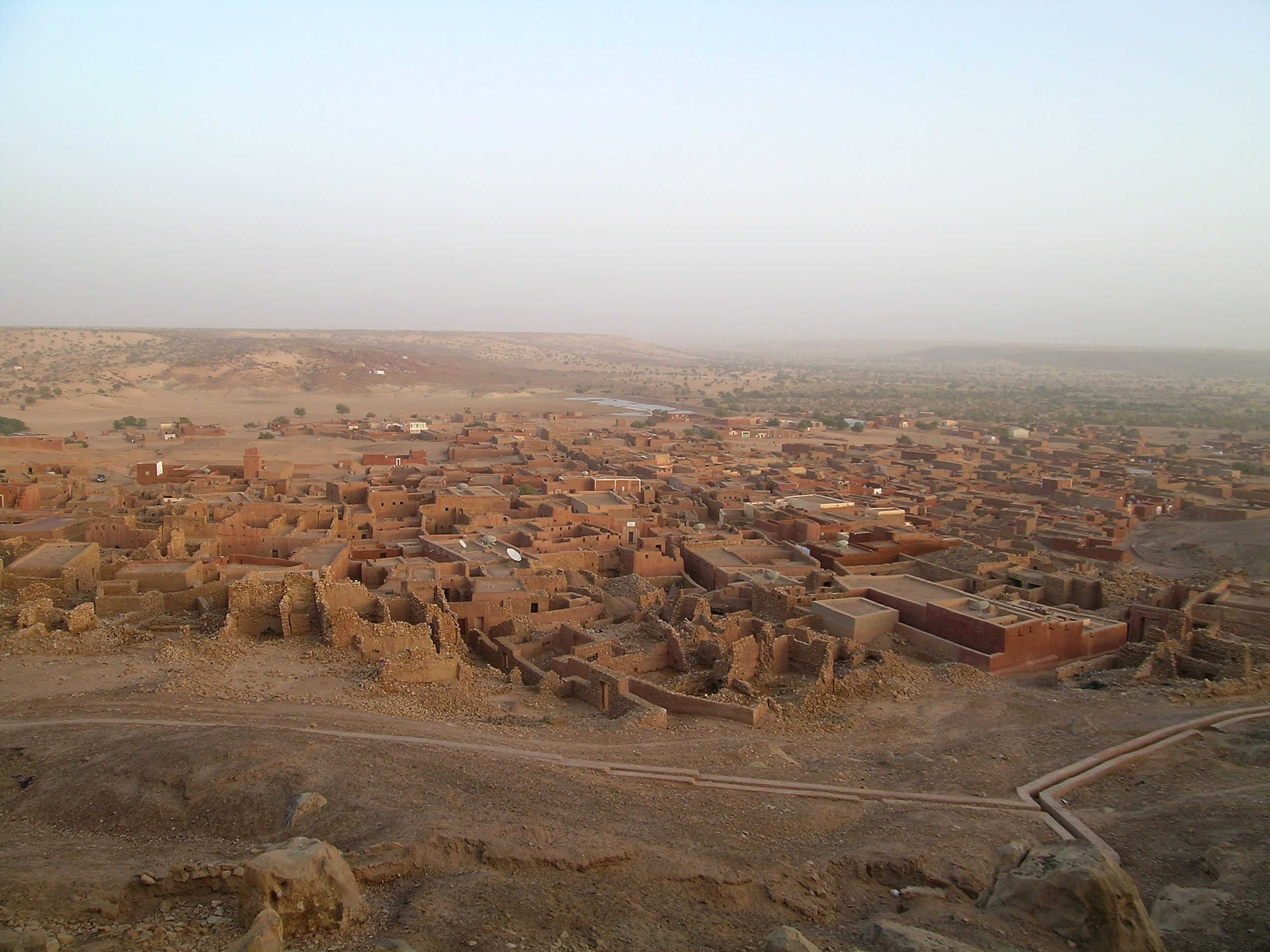
قصور ولاتة